# Massarini
Massarini is een historisch merk van motorfietsen.
In 1923 en 1924 produceerde Giuseppe Massarini uit Piacenza 125- en 175 cc viertaktmodellen.